# North Topsail Beach
North Topsail Beach è un comune degli Stati Uniti d'America, situato in Carolina del Nord, nella contea di Onslow.